# Elof Risebye
Elof Christian Risebye, född Jensen 3 april 1892 på Frederiksberg, död 11 juli 1961 i Köpenhamn, var en dansk målare och konstprofessor.

## Bakgrund
Elof Risebye var son till glasmästaren och köpmannen Eduard Christian Jensen (1862-1928) och Pauline Andersen (1878-1948). När han var åtta år flyttade han med familjen till USA och var elev på Art Institute of Chicago (1910-1912). Efter hemkomsten till Danmark 1913 antogs han som elev på Det Kongelige Danske Kunstakademi i oktober 1914 med Viggo Johansen och Julius Paulsen som lärare. Åren 1919-21 fick han undervisning i dekoration av Joakim Skovgaard. Tillsammans med denne utförde han dekorativa arbeten i Lunds domkyrka och i bröllopssalen i Köpenhamns rådhus (1920), samt fresk- och kalkmålningar i Sindal Kirke.
Efter avslutad utbildning 1921 tilldelades han Carl Jul. Petersen-stipendiet och Kaufmannstipendiet, som han använde till resor. Under år 1922 företog han resor till Prag, Wien, Budapest, Belgrad, Istanbul, Egypten (från Kairo till Assuan), Aten och Italien. Med tiden besökte han också Dresden, Berlin och Paris. Efter sin hemkomst upprättade han en privat konstskola tillsammans med Paul Kiærskou och Oluf Gjerløv-Knudsen, som han ledde till 1925. Under denna tid genomförde han kalkmålningar i Vejlby Kirke vid Randers (1923) och Skt. Markus Kirke i Köpenhamn (1924) samt freskmålningar i Gedser Kirkes apsis (1925). Han står också bakom freskerna i Viborgs domkyrka (1942) och mosaikerna vid Det Kongelige Teaters då nya scen (1933-1939). Han blev lärare på Kunstakademiets dekorationsskole 1924 och med åren blev han docent (1945) och professor (1949). Han var samtidigt lärare i frihandsteckning på Kunstakademiets Arkitektskole (1924-30). Därutöver var han ledamot i Akademirådet, ordförande av Kunstnersamfundet och styrelseledamot i Malende Kunstneres Sammenslutning.

## Målningar
Utöver dekorationskonsten utförde Risebye även många målningar, ofta präglade av religiösa och mystiska temata. Förlusten av vännen och samarbetspartnern Paul Kiærskou 1933 tog honom hårt och han försökte övervinna chocken och sorgen genom att skildra dessa känslor i sina målningar. Bland dessa finns bildserien Billeder malet ved en Vens Død, bestående av sju målningar i nedstämda färger. Dessa känslor återkommer i målningarna Ved en Kiste (1934), Den sjælesyge (1935), Bøn (två målningar) och den 9 porträtt stora bildserien Sorg. Dessa väckte uppståndelse då han ställde ut i Charlottenborg (1935) och Stockholm (1935-36), vilket gjorde att han tilldelades smeknamnet ”Sorgens målare”. Huvudparten av hans målningar är människoskildringar och han förklarade sin egen konst på följande vis:
| ” | Jag har aldrig kunnat måla det mina ögon såg – utan bara det som jag kände i mitt inre – man kan kalla det för ”Själamåleri”, om man så vill – men mina bilder är upplevda genom det som mötte mig i livet – de har alla varit sanning för mig! | „ |

Bland hans religiösa målningar finns Davids Afsked med Jonathan (1926), Søndag i Paradis (1932), Golgatha (1936), bildserien To Engle vandrer mellem Træerne (1932), Nattegæst (1939), bildserien Hyrder i Abruzzerne (1939, bildserie), Svededugen (1941, bildserie), Alle Sjæles Nat (1942), Jorden (1943), Mennesket (1945), Kristus (1946) och To Sjæle (1949, två målningar). Många av dessa är inspirerade från hans många resor i Italien och skildrar ofta känslan av harmoni med alltet, det osägbara och själva livet. Också ockupationen av Danmark och andra världskrigets förödelse skildras i bildserien Besættelse (1945) och målningen Den døde Soldat (1946).

## Erkännanden (i urval)
- Hjelmstjerne-Rosencronestipendiet (1924)
- Raben-Levetzaustipendiet (1927 & 1933)
- Carlsons Legat (1936, 1937 & 1938)
- Zach. Jacobsens Legat (1944)
- Anckerska legatet (1946)

- Eckersbergmedaljen,  1942[5]
- Riddare av Dannebrogorden,  1951[4]
- Thorvaldsenmedaljen,  1952[5]
- Riddare av första klass av Dannebrogorden,  1957[4]

[Redigera Wikidata]